# Крупкова, Петра
Петра Крупкова (род. 23 апреля 1976, Колин, Среднечешский край) — чешская шахматистка, гроссмейстер (2000) среди женщин.
Закончила Пражский экономический университет. В составе сборной Чехии участница 4-х Олимпиад (1996—2002), 1-го командного чемпионата мира (2007, Екатеринбург) и 3-го командного чемпионата Европы (1999, Батуми). Была замужем за армянским гроссмейстером Сергеем Мовсесяном, в 2008 году развелись, у пары трое детей.